# Temporada do Club Alianza Lima de 2022
O Club Alianza Lima em 2022, participou de duas competições: Campeonato Peruano e Copa Libertadores.

## Elenco
| N.°        | Nome                 | País     |
| Goleiros   | Goleiros             | Goleiros |
| ---------- | -------------------- | -------- |
| 1          | Ángelo Campos        |          |
| 12         | Jonathan Medina      |          |
| 32         | Franco Saravia       |          |
| Defensores |                      |          |
| 3          | Yordi Vílchez        |          |
| 4          | Jefferson Portales   |          |
| 5          | Christian Ramos      |          |
| 6          | Pablo Míguez         |          |
| 13         | Ricardo Lagos        |          |
| 16         | Renato Rojas         |          |
| 26         | Carlos Montoya       |          |
| 30         | Gino Peruzzi         |          |
| Meias      |                      |          |
| 7          | Pablo Lavandeira     |          |
| 8          | Miguel Cornejo       |          |
| 17         | Jairo Concha         |          |
| 18         | Óscar Pinto          |          |
| 19         | Paolo Hurtado        |          |
| 20         | Aldair Fuentes       |          |
| 21         | Josepmir Ballón      |          |
| 23         | Édgar Benítez        |          |
| 25         | Oslimg Mora          |          |
| 27         | Oswaldo Valenzuela   |          |
| Atacantes  |                      |          |
| 9          | Hernán Barcos        |          |
| 10         | Jefferson Farfán     |          |
| 14         | Cristian Benavente   |          |
| 11         | Wilmer Aguirre       |          |
| 20         | Aldair Rodríguez     |          |
| 21         | Darlin Leiton        |          |
| 28         | Sebastien Pineau     |          |
| 30         | Juan Pablo Goicochea |          |
| 35         | Arley Rodríguez      |          |
| Treinador  |                      |          |
|            | Guillermo Salas      |          |

### Entradas
| Jogador            | Pos. | Clube anterior            | Ref.  |
| ------------------ | ---- | ------------------------- | ----- |
| Jonathan Medina    | G    | Sport Boys                | [ 1 ] |
| Christian Ramos    | Z    | Universidad César Vallejo | [ 2 ] |
| Aldair Fuentes     | V    | CF Fuenlabrada            | [ 3 ] |
| Pablo Lavandeira   | M    | Ayacucho FC               | [ 4 ] |
| Cristian Benavente | M    | Pyramids FC               | [ 5 ] |
| Darlin Leiton      | A    | Independiente del Valle   | [ 6 ] |
| Gino Peruzzi       | LD   | San Lorenzo               | [ 7 ] |
| Paolo Hurtado      | M    | Unión Española            | [ 8 ] |

### Saídas
| Jogador            | Pos. | Clube de destino     | Ref.  |
| ------------------ | ---- | -------------------- | ----- |
| Steven Rivadeneyra | G    | Carlos A. Mannucci   | [ 9 ] |
| Jonathan Lacerda   | Z    | Montevideo Wanderers | [ 9 ] |
| José Manzaneda     | V    | Academia Cantolao    | [ 9 ] |
| Erick Canales      | M    | UTC                  | [ 9 ] |
| Dylan Caro         | M    | ADT                  | [ 9 ] |
| José Gallardo      | A    | Unión Comercio       | [ 9 ] |
| Édgar Benítez      | M    |                      | [ 9 ] |
| Sebastián Cavero   | V    | Atlético Grau        | [ 9 ] |

## Uniforme
| Primeiro | Segundo |

## Competições

### Campeonato Peruano

#### Torneo Apertura
| Classificação | Classificação | Classificação | Classificação | Classificação | Classificação | Classificação | Classificação | Classificação | Classificação |
| Pos           | Time          | PG            | J             | V             | E             | D             | GP            | GS            | SG            |
| ------------- | ------------- | ------------- | ------------- | ------------- | ------------- | ------------- | ------------- | ------------- | ------------- |
| 4             | Alianza Lima  | 33            | 18            | 10            | 3             | 5             | 28            | 16            | +12           |

|  | Alianza Lima | 1:1 | Atlético Grau |  |  |
|  | Ballón 78'   |     | Salinas 68'   |  |  |

|  | Sport Boys | 0:0 | Alianza Lima |  |
|  |            |     | {{{golos2}}} |  |

|  | Alianza Lima                              | 3:1 | Carlos A. Mannucci |  |  |
|  | Barcos 56' · Míguez 81' · Benavente 90+2' |     | Rivera 45+2'       |  |  |

|  | Alianza Atlético                                        | 4:2 | Alianza Lima                      |  |  |
|  | Ruiz 32' · J. Aguirre 44' · Correa 51' · Palomino 90+8' |     | Barcos 22' · Aldair Rodríguez 49' |  |  |

|  | Alianza Lima | 0:1 | Sporting Cristal |  |
|  |              |     | Hohberg 40'      |  |

|  | FBC Melgar     | 1:0 | Alianza Lima |  |  |
|  | Archimbaud 14' |     | {{{golos2}}} |  |  |

|  | Alianza Lima | 1:0 | UTC          |  |  |
|  | Barcos 85'   |     | {{{golos2}}} |  |  |

|  | Universitario de Deportes | 1:4 | Alianza Lima                                      |  |  |
|  | Míguez 61'                |     | Concha 26' 30' · Arley Rodríguez 69' · Barcos 80' |  |  |

|  | Academia Cantolao | 1:2 | Alianza Lima                      |  |  |
|  | Pastorini 85'     |     | Concha 78' · Aldair Rodríguez 90' |  |  |

|  | Alianza Lima                                                | 5:2 | Carlos Stein                |  |  |
|  | Lavandeira 3' 50' · Lagos 33' · Benítez 45+2' · Cornejo 69' |     | Takeuchi 19' · Landauri 23' |  |  |

|  | Universidad San Martín | 0:1 | Alianza Lima |  |
|  |                        |     | Barcos 90+3' |  |

|  | Alianza Lima                 | 2:0 | Universidad César Vallejo |  |  |
|  | Barcos 45' · Benavente 90+1' |     | {{{golos2}}}              |  |  |

|  | Deportivo Municipal | 0:3 | Alianza Lima                                |  |
|  |                     |     | Lavandeira 26' · Barcos 59' · Benavente 90' |  |

|  | Alianza Lima  | 1:0 | Cienciano    |  |  |
|  | Benavente 88' |     | {{{golos2}}} |  |  |

|  | Sport Huancayo         | 2:0 | Alianza Lima |  |  |
|  | Ross 54' · Benites 87' |     | {{{golos2}}} |  |  |

|  | Binacional | 1:0 | Alianza Lima |  |  |
|  | Cedrón 55' |     | {{{golos2}}} |  |  |

|  | Alianza Lima                  | 2:0 | Ayacucho FC  |  |  |
|  | Barcos 65' · Lavandeira 90+2' |     | {{{golos2}}} |  |  |

|  | ADT          | 1:1 | Alianza Lima   |  |  |
|  | Palomino 58' |     | Lavandeira 67' |  |  |

#### Torneo Clausura
| Classificação | Classificação | Classificação | Classificação | Classificação | Classificação | Classificação | Classificação | Classificação | Classificação |
| Pos           | Time          | PG            | J             | V             | E             | D             | GP            | GS            | SG            |
| ------------- | ------------- | ------------- | ------------- | ------------- | ------------- | ------------- | ------------- | ------------- | ------------- |
| 1             | Alianza Lima  | 42            | 18            | 13            | 3             | 2             | 31            | 10            | +21           |

|  | Atlético Grau | 1:2 | Alianza Lima                  |  |  |
|  | Márquez 35'   |     | Benavente 9' · Lavandeira 42' |  |  |

|  | Alianza Lima                                | 3:1 | Sport Boys      |  |  |
|  | Benavente 16' · Lavandeira 39' · Barcos 87' |     | Guevgeozián 55' |  |  |

|  | Carlos A. Mannucci | 0:1 | Alianza Lima |  |
|  |                    |     | Arley Rodríguez 'Nota linguística: Segundo as normas ortográficas vigentes da língua portuguesa, este topônimo deveria ser grafado como '. 58' |  |

|  | Alianza Lima     | 1:0 | Alianza Atlético |  |  |
|  | Lavandeira 45+2' |     | {{{golos2}}}     |  |  |

|  | Sporting Cristal | 0:0 | Alianza Lima |  |
|  |                  |     | {{{golos2}}} |  |

|  | Alianza Lima | 1:0 | Sport Huancayo |  |  |
|  | Aguirre 85'  |     | {{{golos2}}}   |  |  |

|  | UTC          | 1:1 | Alianza Lima |  |  |
|  | Millán 90+8' |     | Barcos 52'   |  |  |

|  | Alianza Lima | 0:2 | Universitario de Deportes |  |
|  |              |     | Rugel 54' · Succar 80'    |  |

|  | Alianza Lima | 0:0 | Academia Cantolao |  |
|  |              |     | {{{golos2}}}      |  |

|  | Carlos Stein | 1:2 | Alianza Lima     |  |  |
|  | Leyes 34'    |     | Barcos 26' 90+1' |  |  |

|  | Alianza Lima              | 2:0 | FBC Melgar   |  |  |
|  | Lavandeira 5' · Barcos 6' |     | {{{golos2}}} |  |  |

|  | Alianza Lima                                                        | 5:0 | Universidad San Martín |  |  |
|  | Aguirre 8' 65' · Aldair Rodríguez 34' · Lavandeira 59' · Concha 63' |     | {{{golos2}}}           |  |  |

|  | Universidad César Vallejo                    | 3:2 | Alianza Lima              |  |  |
|  | Mena 38' · Alejandro Ramírez 64' · Vélez 71' |     | Míguez 43' · Barcos 90+4' |  |  |

|  | Alianza Lima                                               | 4:1 | Deportivo Municipal  |  |  |
|  | Arley Rodríguez 19' · Barcos 39' · Concha 55' · Míguez 65' |     | Alexis Rodríguez 53' |  |  |

|  | Cienciano | 0:2 | Alianza Lima             |  |
|  |           |     | Concha 70' · Peruzzi 74' |  |

|  | Alianza Lima                    | 2:0 | Binacional   |  |  |
|  | Arley Rodríguez 6' · Barcos 87' |     | {{{golos2}}} |  |  |

|  | Ayacucho FC | 0:1 | Alianza Lima |  |
|  |             |     | Barcos 15'   |  |

|  | Alianza Lima            | 2:0 | ADT          |  |  |
|  | Barcos 17' · Míguez 29' |     | {{{golos2}}} |  |  |

#### Tabla Acumulada
| Classificação | Classificação | Classificação | Classificação | Classificação | Classificação | Classificação | Classificação | Classificação | Classificação |
| Pos           | Time          | PG            | J             | V             | E             | D             | GP            | GS            | SG            |
| ------------- | ------------- | ------------- | ------------- | ------------- | ------------- | ------------- | ------------- | ------------- | ------------- |
| 2             | Alianza Lima  | 77            | 36            | 23            | 6             | 7             | 59            | 26            | +33           |

#### Final
Alianza Lima foi campeão após vencer a final contra o FBC Melgar
| 9 de novembro Ida | FBC Melgar  | 1 - 0 | Alianza Lima | Arequipa, Peru           |  |
|                   | Vílchez 75' |       | {{{golos2}}} | Estádio: Monumental UNSA |  |

| 12 de novembro Volta | Alianza Lima | 2 - 0 | FBC Melgar                     | Lima, Peru                    |  |
|                      |              |       | Vílchez 45+1' · Lavandeira 74' | Estádio: Alejandro Villanueva |  |

### Copa Libertadores

#### Fase de grupos — Grupo F
| Classificação | Classificação | Classificação | Classificação | Classificação | Classificação | Classificação | Classificação | Classificação | Classificação |
| Pos           | Time          | PG            | J             | V             | E             | D             | GP            | GS            | SG            |
| ------------- | ------------- | ------------- | ------------- | ------------- | ------------- | ------------- | ------------- | ------------- | ------------- |
| 4             | Alianza Lima  | 1             | 6             | 0             | 1             | 5             | 4             | 16            | −12           |

| 6 de abril    | Alianza Lima | 0 – 1     | River Plate | Lima, Peru                                           |  |
| 19:00 (UTC−5) |              | Relatório | Suárez 65'  | Estádio: Estádio Nacional Árbitro: COL Wilmar Roldán |  |

| 13 de abril   | Colo-Colo              | 2 – 1     | Alianza Lima | Santiago, Chile                                                           |  |
| 18:00 (UTC−4) | Lucero 27' · Pavez 56' | Relatório | Benítez 69'  | Estádio: Estádio Monumental Público: 31 601 Árbitro: URU Esteban Ostojich |  |

| 27 de abril   | Fortaleza                 | 2 – 1     | Alianza Lima   | Fortaleza, Brasil                                                    |  |
| 19:00 (UTC−3) | Romero 50' · Hércules 79' | Relatório | Lavandeira 70' | Estádio: Arena Castelão Público: 32 557 Árbitro: COL Carlos Betancur |  |

| 5 de maio     | Alianza Lima | 1 – 1     | Colo-Colo  | Lima, Peru                                           |  |
| 21:00 (UTC−5) | Aguirre 46'  | Relatório | Lucero 22' | Estádio: Estádio Nacional Árbitro: COL Nicolás Gallo |  |

| 18 de maio    | Alianza Lima | 0 – 2     | Fortaleza                     | Lima, Peru                                            |  |
| 21:00 (UTC−5) |              | Relatório | Moisés 16' · Yago Pikachu 80' | Estádio: Estádio Nacional Árbitro: ECU Franklin Congo |  |

| 25 de maio    | River Plate                                                  | 8 – 1     | Alianza Lima         | Buenos Aires, Argentina                                       |  |
| 19:00 (UTC−3) | Álvarez 15', 18', 41', 54', 57', 83' · Simón 53' · Gómez 79' | Relatório | Lavandeira 89' (pen) | Estádio: Estádio Monumental de Núñez Árbitro: COL Jhon Ospina |  |